# 안토니노스 리베랄리스

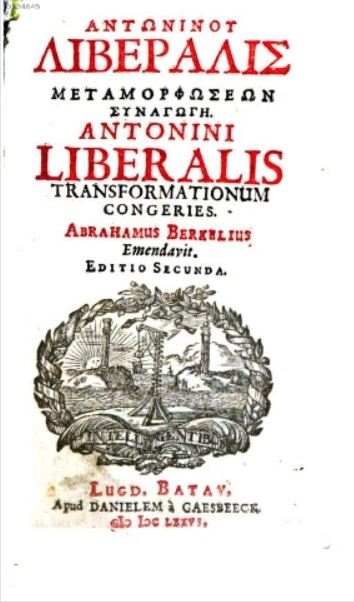
안토니노스 리베랄리스 변신 이야기 모음, 1676년판.

안토니노스 리베랄리스(그리스어: Ἀντωνῖνος Λιβεράλις)는 기원후 100년에서 300년 사이에 활동한 것으로 추정되는 고대 그리스의 문법학자이다.
현존하는 유일한 작품은 《변신 이야기》(그리스어: Μεταμορφώσεων Συναγωγή 메타모르포세온 시나고게[*], 변신 모음집)로, 그리스 신화에서 분노한 신의 저주로 인한 변신 설화를 간략하게 요약한 41가지 이야기 모음집이다. 운문이 아닌 산문으로 표현되어 있다는 점이 특징이다. 남성과 여성, 영웅과 님프가 별(카타스테리스모이 참고), 식물과 동물, 샘, 바위, 산으로 변신하는 신화의 문학적 장르는 고전 세계에서 대중적으로 광범위하게 퍼져 있었다. 이 작품은 잘 알려진 오비디우스의 《변신 이야기》와 루키우스 아풀레이우스의 《변신 이야기》에서 더욱 다듬어진 유사함이 드러난다. 비슷한 작품들과 마찬가지로, 이 작품은 니칸드로스의 《헤테로에우메나》, 보이오스가 썼다고 전해지는 《오리니토고니아》와 같은 헬레니즘 작품에서 그 기원을 찾을 수 있다.
작품이 들어있는 단 하나의 원고는 9세기 후반에 만들어진 것으로, 오늘날 하이델베르크 팔라틴 도서관에서 보존되어 있으며, 원고에는 여러 작품이 함께 들어있다. 요한 스토이코비치가 1437년경 바젤에서 도미니크 수도원으로 이 원고를 가져갔고, 1553년에는 히에로니무스 프로벤이 그것을 선제후 오트하인리히에게 주어 도서관에 기증하였다. 1623년, 팔라틴 도서관의 휴관으로, 원고는 로마로 갔다. 1798년에는 톨렌티노 조약에 따라 나폴레옹의 약탈품이 되어 파리로 옮겨졌고, 1816년 다시 하이델베르크로 돌아오게 되었다.
빌헬름 크실란더는 1598년 원문을 인쇄했는데, 이후로 일부 낱장이 사라졌기 때문에 그의 판본 또한 필수적인 출전이다.
이 편집물의 변신 이야기 대부분은 다른 곳에서는 발견되지 않는 내용으로, 일부는 안토니노스가 창작한 것으로 보인다. 이야기의 전개 방식은 간결하고 회화적인 산문이다. 사라 마이어스가 명명한 "이 완전히 비예술적인 글"이라는 표현처럼, 이 작품은 니칸드로스와 보이오스와 같은 더욱 야심찬 작가들이 놓친 변신 이야기의 간결한 요약을 제공한다. 번역가 프란시스 셀로리아는 수많은 하팍스 레고메나가 있음에도 이 글을 완벽히 만족스러운 코이네 그리스어로 보았는데, 글이 "심하게 간단하고" 대부분 불변화사가 결여된 채 유머나 이야기하는 페르소나를 전달하고 있다고 보았다.

## 참고 문헌
- Celoria, Francis, ed. and trans. The Metamorphoses of Antoninus Liberalis: A Translation With Commentary, trans. (London and New York: Routledge) 1992. English with  comparative notes. ISBN 0-415-06896-7. This, not offering the Greek text,  is the first English translation of this work.
- Irving, Forbes. Metamorphosis in Greek Myth
- Papathomopoulos, Manolis. Antoninus Liberalis: Les Métamorphoses (Paris, Budé, 1968) First translation into French; extensive notes and indices, except on linguistic questions; probably at present the standard text.
- Trzaskoma, Stephen M.. Antoninus Liberalis: three sections from Metamorphoses: Hierax; Aigypios; The Dorians
- Encycyclopaedia Britannica 1911: "Antoninus Liberalis". .